# 산업별 노동조합
산업별 노동조합(産業別勞動組合, labor union by industry) 또는 산별노조(産別勞組)는 기업을 막론하고 특정 산업에 종사하는 노동자들이 모두 소속된 노조이다. 기업별 노동조합과 반대되는 개념이다.